# Contea di Badong
La contea di Badong (巴东县S, Bādōng XiànP) è una contea della Cina, situata nella provincia di Hubei e amministrata dalla prefettura autonoma tujia e miao di Enshi.